# Merchants of Doubt

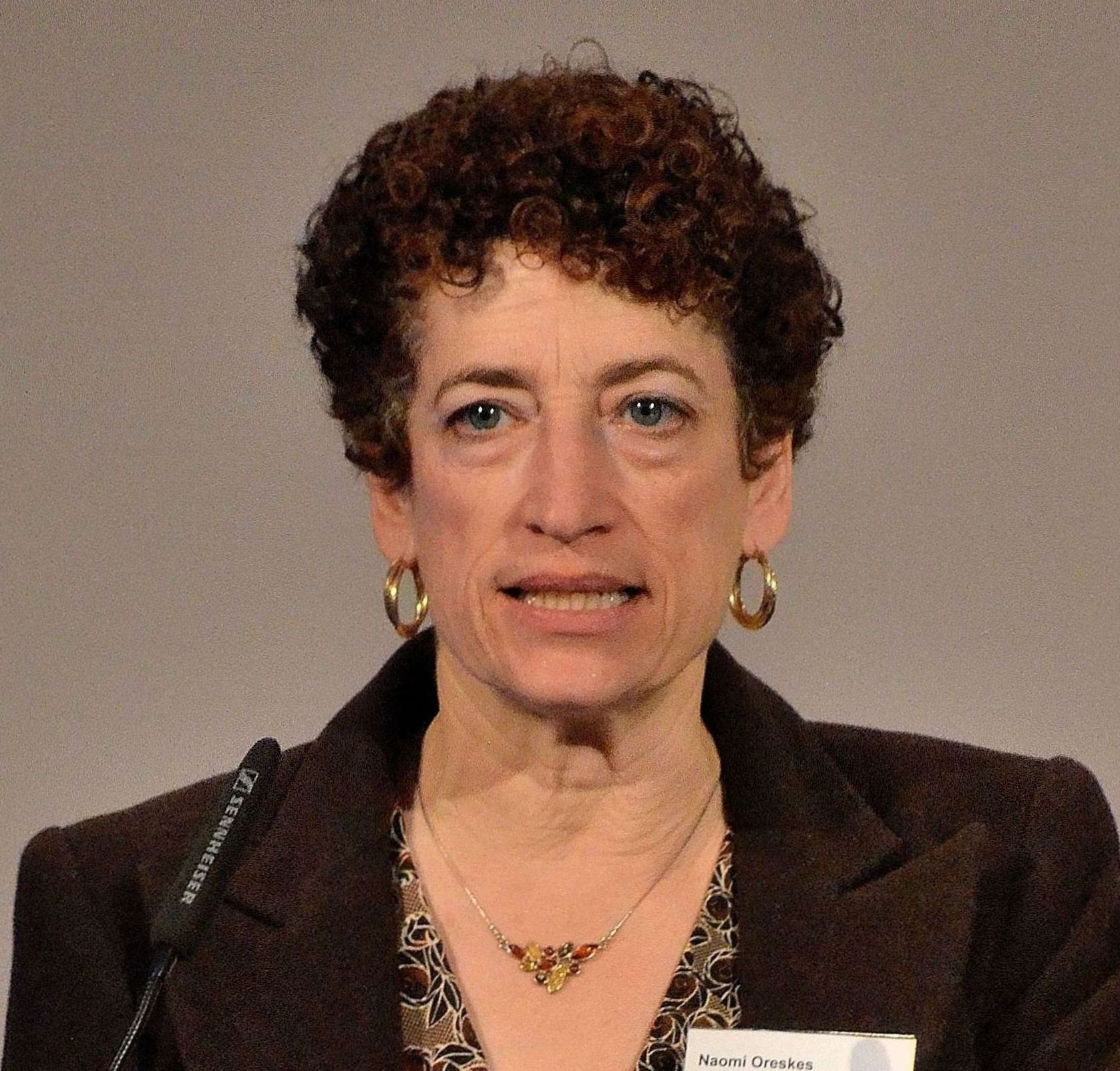
Naomi Oreskes, Wissenschaftshistorikerin und Erstautorin des Buches

Das Buch Merchants of Doubt (deutsch: Die Händler/Verkäufer des Zweifels) beschreibt, wie Zweifel an Forschungsergebnissen gesät wurden, um Gesetze gegen Tabakregulierung und Klimawandel zu verhindern.
Das 2010 auf Englisch erschienene Sachbuch zeigt PR-Taktiken zur organisierten Wissenschaftsleugnung auf, um den wissenschaftlichen Konsens in vielen umwelt- und gesundheitswissenschaftlichen Themen zu verleugnen. Dazu schlossen sich in den vergangenen Jahrzehnten immer wieder Wissenschaftler wie beispielsweise Fred Seitz und Fred Singer mit konservativen Think Tanks und privaten Unternehmen zusammen.
Beschrieben wird das Abstreiten der Schädlichkeit des Tabakrauchens sowie des Passivrauchens, die Versuche, die Gefährlichkeit des Insektizids DDT herunterzuspielen, die Bemühungen, die Gefahren des sauren Regen und des Ozonloch zu verharmlosen und die Leugnung des Klimawandels. Bei diesen unterschiedlichen Themen traten teils die gleichen Organisationen und Wissenschaftler auf.
Das Buch von den amerikanischen Wissenschaftshistorikern Naomi Oreskes und Erik M. Conway trägt den vollen Titel: Merchants of Doubt: How a Handful of Scientists Obscured the Truth on Issues from Tobacco Smoke to Global Warming, zu Deutsch: „Geschäftemachen mit dem Zweifel: Wie eine handvoll Wissenschaftler die Wahrheit über Themen von Rauchen bis zur Klimaerwärmung verdrehte“. Das Buch wurde in neun Sprachen übersetzt, u. a. Japanisch, Chinesisch, Französisch und Spanisch. Seit 2014 ist es auch auf Deutsch unter dem Titel Die Machiavellis der Wissenschaft: Das Netzwerk des Leugnens erhältlich.
Die Kritiken fielen größtenteils hervorragend aus. Alleine die englischsprachige Fassung wurde mit Stand November 2022 mehr als 6.100 Mal zitiert.
Der gleichnamige Film Merchants of Doubt erschien 2014 auf Basis des Buches unter Regie von Robert Kenner.

## Inhalt
Oreskes und Conway beschreiben, wie eine Handvoll politisch konservativer Wissenschaftler mit starken Verbindungen zu bestimmten Branchen "eine überproportionale Rolle in der Debatte um kontroverse Fragen gespielt haben". Die Autoren schreiben, dass dies zu einer "bewussten Verschleierung" der Themen geführt hat und damit entsprechende Einflüsse auf die öffentliche Meinung und Politik erreicht wurden.
Merchants of Doubt ist in insgesamt 9 Kapitel gegliedert, die auf einen Prolog folgen. In diesem Prolog werden exemplarisch die Angriffe auf den Klimaforscher und IPCC-Autoren Benjamin D. Santer geschildert, der mit seinen Forschungsarbeiten zu Fingerabdruckmethoden maßgeblich dazu beigetragen hatte, die menschliche Ursache der globalen Erwärmung zu beweisen. Im ersten Kapitel wird die bis in die 1950er Jahre zurückreichende Strategie der Tabakindustrie beschrieben, Zweifel an den wissenschaftlichen Erkenntnissen zur Gesundheitsschädlichkeit und Karzinogenität von Tabakprodukten zu schüren, obwohl auch zu diesem Zeitpunkt schon diese Gefahren wissenschaftlich bekannt waren. Im zweiten Kapitel wird die Rolle des George C. Marshall Institutes sowie einiger zugehöriger Wissenschaftler bei der Propagierung des SDI-Programmes analysiert, die später gemeinsam eine Vielzahl von wissenschaftlichen Erkenntnissen abstreiten sollten. Die Kapitel 3 bis 7 sind thematisch konzipiert und befassen sich jeweils mit dem Abstreiten und Anzweifeln von verschiedenen wissenschaftlichen Erkenntnissen durch die Merchants of Doubt und zugehöriger Organisationen: Kapitel drei handelt vom Bezweifeln des sauren Regen, Kapitel 4 von der Konstruktion von Gegenmeinungen zum Ozonloch, Kapitel 5 vom Bestreiten der Gesundheitsgefahren des Passivrauchens, Kapitel 6 von der Klimawandelleugnung und Kapitel 7 von einem in den 1990er Jahren erneut aufgelegten Attacke gegen Rachel Carson, um damit die Umweltgefahren von DDT kleinzureden. In Kapitel 8 analysieren die Autoren die Hintergründe und Motivationen der zuvor geschilderten Merchants of Doubt, wobei sie insbesondere ihre politische Einstellung als wichtigen Treiber identifizieren. Merchants of Doubt endet schließlich mit einem Epilog.

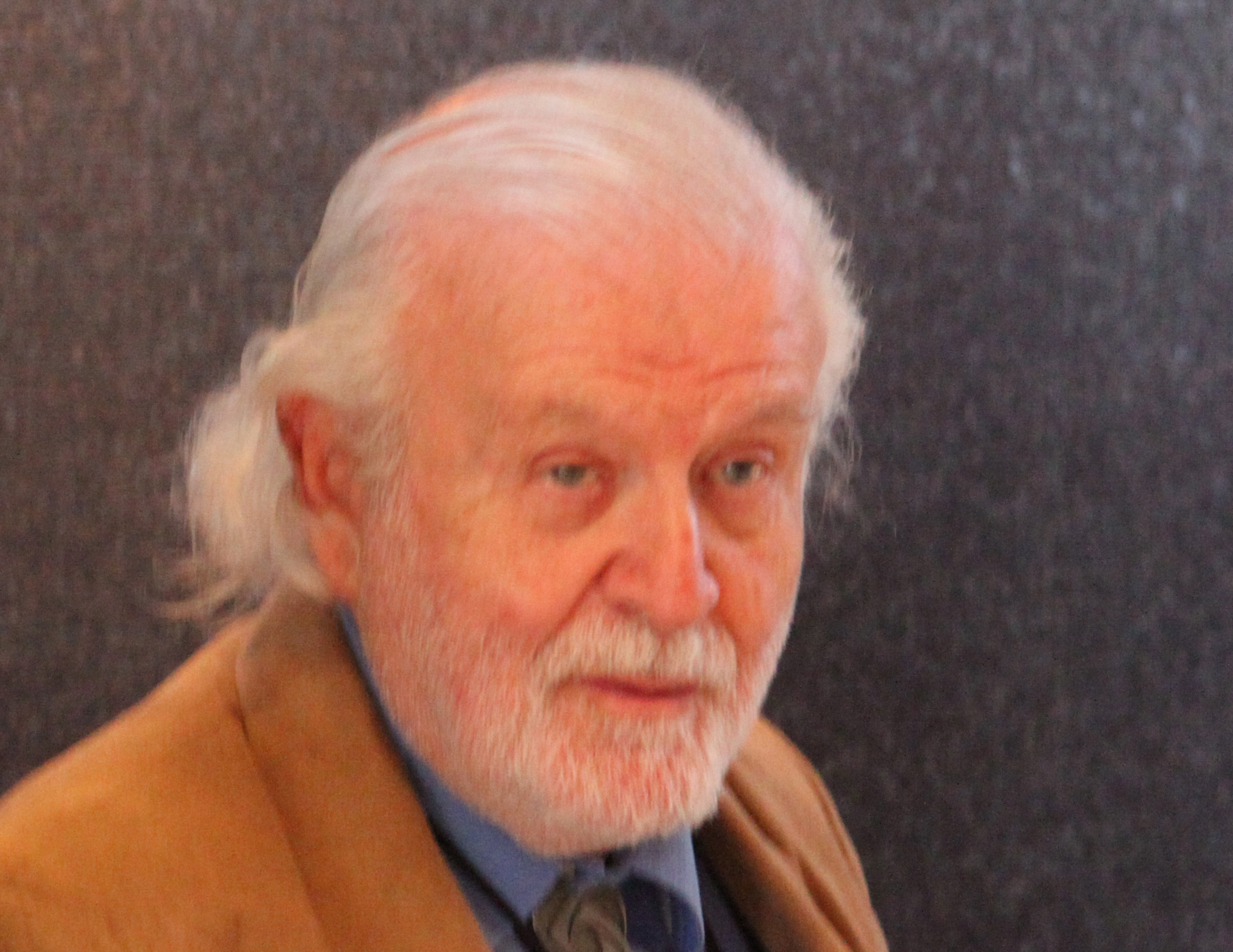
Fred Singer, einer der im Buch beschriebenen "Verkäufer des Zweifels"

Das Buch kritisiert die sogenannten „Merchants of Doubt“, einige überwiegend amerikanische Schlüsselpersonen der Wissenschaft, vor allem Bill Nierenberg, Fred Seitz und Fred Singer. Alle drei sind Physiker: Singer war Weltraum- und Satellitenforscher, während Nierenberg und Seitz an der Atombombe arbeiteten. Beginnend ab den 1970er Jahren äußerten sie sich jedoch zu vielen Themen insbesondere der Umwelt- und Gesundheitswissenschaften, die weit außerhalb ihres Forschungsschwerpunktes und ihrer Kompetenz lagen. Im Buch wird gezeigt, dass diese Wissenschaftler den wissenschaftlichen Konsens in den verschiedenen Bereichen in Frage gestellt und verwässert haben, unter anderem hinsichtlich der Gefahren des Rauchens, der Auswirkungen von sauren Regen, der Existenz des Ozonlochs und der Existenz des anthropogenen Klimawandels. Seitz und Singer hatten dabei starke Verbindungen zu US-amerikanischen konservativen Think Tanks wie der Heritage Foundation, dem Competitive Enterprise Institute und dem George C. Marshall Institute. Diese Organisationen, die von Unternehmen und konservativen Stiftungen finanziert werden, stellen sich gegen viele Formen der staatlichen Intervention oder Regulierung von US-Bürgern. Um ihre jeweiligen Ziele zu erreichen, wurden jeweils ähnliche Taktiken angewandt, die im Buch beschrieben sind: die Wissenschaft diskreditieren, falsche Informationen verbreiten, Verwirrung stiften und Zweifel fördern.
Seitz, Singer, Nierenberg und Robert Jastrow werden im Buch als antikommunistisch beschrieben, die jegliche staatliche Regulierung wie z. B. die Einführung von Umweltschutzmechanismen als einen Schritt in Richtung Sozialismus und Kommunismus ansahen. Dementsprechend befürchten sie, dass eine politische Reaktion auf Umweltprobleme zu schwerwiegenden staatlichen Eingriffen auf dem Markt und zur Regulierung des Lebens der Menschen führen würde. Oreskes und Conway machen allerdings klar, dass sich die entsprechenden Umweltprobleme verschärfen, je länger sie existieren, und es damit umso wahrscheinlicher wird, dass Regierungen genau die drakonischen Maßnahmen ergreifen müssen, die Konservative und Marktfundamentalisten am meisten fürchten.
Die Autoren äußern auch starke Zweifel an der Fähigkeit der Massenmedien, zwischen richtiger Wissenschaft und als Desinformation gestreuten falschen Wahrheiten zu unterscheiden. Mit Verweis auf die Studie "Balance as Bias" von Boykoff und Boykoff argumentieren sie, dass die journalistische Norm einer ausgewogenen Berichterstattung dazu beigetragen habe, die irreführenden Botschaften der „Merchants of Doubt“ zu verstärken. Oreskes und Conway geben an: "Kleine Gruppen von Menschen können große, negative Auswirkungen haben, insbesondere wenn sie organisiert, entschlossen und machtbereit sind".
Die wichtigste Schlussfolgerung des Buches ist, dass es ohne den Einfluss der falschen "Experten" mehr Fortschritte in der Politikgestaltung in den oben genannten Bereichen gegeben hätte. Ähnliche Schlussfolgerungen wurden auch an anderen Stellen gezogen, unter anderem über Fred Seitz und Bill Nierenberg im Buch „Requiem for a Species: Why We Resist the Truth about Climate Change“ (2010) vom australischen Wissenschaftler Clive Hamilton.

## Rezensionen
Die Kritiken zu "Merchants of Doubt" waren größtenteils "enthusiastisch"; das Buch gilt mittlerweile als Standardwerk in Bezug auf die Leugnung der menschengemachten globalen Erwärmung durch Industrielobbyisten.

### Wissenschaft
Philip Kitcher nannte Merchants of Doubt in Science eine "faszinierende und wichtige" Studie. Oreskes und Conway lieferten überzeugende Belege für ihre überraschende und beunruhigende These, dass Widerstand gegen wissenschaftlich sehr gut fundierte Aussagen im Bereich Umwelt und Gesundheit zum Durchsetzen von politischen Zielen und ökonomischen Interessen genutzt wurde, um die Weitergabe dieser wichtigen Informationen an die amerikanische Öffentlichkeit zu verhindern. Sie legten akribisch die Wege dar, wie eine Handvoll in konservativen Kreisen gut vernetzter Wissenschaftler mit starken Verbindungen zu bestimmten Industriebranchen eine unverhältnismäßig wichtige Rolle bei der öffentlichen und politischen Debatte um kontroverse Themen gehabt haben, zumeist außerhalb ihrer eigenen Fachgebiete. Dennoch hätten sie genügend Einfluss gehabt, um die öffentliche Akzeptanz dieses Konsenses trotz fachwissenschaftlichem Konsens teils über geraume Zeit zu verzögern. Dabei hätten sie sich in zahlreichen Debatten als Experten ausgegeben, um eine "alternative Meinung" zu den tatsächlichen Aussagen der jeweiligen Fachwissenschaftler zu bieten, die problematisch für bestimmte Industrien waren, von denen sie unterstützt wurden oder die politischen Ansichten ihrer Unterstützer gefährdeten. Ihre Schlussfolgerung, dass es viele Gründe für das Versagen der USA in Sachen Klimapolitik gebe, aber zumindest einer davon das Verwirrspiel von William Nierenberg, Fred Seitz und Fred Singer gewesen sei, sei eine harsche Behauptung, die aber in Anbetracht der von diesen begangenen und von Oreskes und Conway nachgewiesenen Angriffe auf Klimaforscher vollends gerechtfertigt sei.
David Lindenmayer nannte "Merchants of Doubt" "ein Buch, das alle Ökologen und Umweltwissenschaftler lesen sollten". Das Buch untersuche politische Aspekte in der wissenschaftlichen Debatte über bestimmte Themen wie die Folgen von Zigarettenkonsum und Passivrauchen, die wissenschaftliche Beweislage zum Ozonloch, saurem Regen, die Umwelteinflüssen von Pestiziden und den Klimawandel. Kernthese sei, dass eine kleine Gruppe von politisch rechtsstehenden Wissenschaftlern, vor allem Physiker, häufig und zumeist erfolgreich Zweifel an der wissenschaftlichen Beweislage vieler sehr wichtiger Umweltprobleme streuten. Getrieben gewesen sei dieses Verhalten der Physiker, die nach insbesondere dem Zusammenbruch der Sowjetunion eine stark anti-ökologische Prägung entwickelt hatten, von dem Wunsch, einen Marktfundamentalismus zu erhalten oder noch auszubauen und den Kapitalismus weiter stärken. Obwohl diese These zunächst wie eine Verschwörungstheorie aus einem Politthriller erscheine, sei "Merchants of Doubt" makellos recherchiert und verfüge unter anderem über einen 60-seitigen Anmerkungsapparat. Es sei informativ und gut geschrieben, auch wenn es sich stellenweise wiederhole, und habe mehrere wichtige Botschaften: unter anderem, wie wichtig es sei, zu erklären, wie richtige Wissenschaft funktioniere, die Bedeutung des Peer-Reviews darzustellen und die Notwendigkeit, Personen, die Aussagen im Umweltbereich machten, auf ihre Glaubwürdigkeit hin zu untersuchen. Unter anderem würden Oreskes und Conway mehrfach in ihrem Buch darauf hinweisen, wie Wissenschaftler in peer-reviewten Fachzeitschriften veröffentlichten, die fast nur von ihresgleichen gelesen wurden, während die Schöpfer des Zweifels sehr versiert darin waren, ihre Gegenthesen in Massenmedien zu platzieren, wo sie eine sehr große öffentliche Aufmerksamkeit erzielten. Die Widerlegung der Behauptungen dieser Lobbyisten durch die wissenschaftliche Gemeinschaft seien dann wiederum in wissenschaftlichen Zeitschriften erschienen, womit die öffentliche Resonanz darauf gering blieb. Eine Schlüsselbotschaft von „Merchants of Doubt“ sei es, dass Wissenschaftler ihre Öffentlichkeitsarbeit verbessern müssten, eine andere, die Bedeutung von wissenschaftlicher Kompetenz klar herauszustellen. So seien z. B. viele der Versuche, Zweifel an der Schädlichkeit von Tabakrauch oder der Existenz des Klimawandels zu säen, von Personen ausgegangen, die fachlich überhaupt nicht dazu qualifiziert waren, Aussagen zu diesen Themen zu machen. Es gebe viele Gründe, dieses Buch zu lesen, aber der wichtigste für Ökologen und Politiker sei wahrscheinlich, sich klarzumachen, wie schwierig es sei politische Veränderungen im Umweltbereich zu erzielen, selbst dann, wenn die wissenschaftliche Datenlage völlig eindeutig sei.
Dale Jamieson bezeichnet Merchants of Doubt als Pflichtlektüre. Wer wirklich wissen wolle, warum die USA beim Klimaschutz versagt habe, solle dieses Buch lesen. Es gebe zwar mehrere Werke, die die Klimapolitik untersuchten, aber diese besäßen nicht dieselbe historische und wissenschaftliche Tiefe wie „Merchants of Doubt“. Oreskes und Conway verorteten die Leugnung des Klimawandels vor der seit der Reagan-Zeit anhaltenden Gegenbewegung gegen die Umweltpolitik, die die politische Rechte zu immer schrilleren Angriffen auf die Wissenschaft veranlasst habe. Sie zeigten auf, wie die Leugnung des Klimawandels mit der Leugnung des Sauren Regens, des Ozonloches oder des Abstreitens der Gefährlichkeit von Passivrauchen verknüpft sei. Bei all diesen Themen seien die gleichen rhetorischen und politischen Strategien zum Einsatz gekommen, genau wie auch häufig die gleichen Personengruppen involviert gewesen seien. Die Wurzeln dieser Bewegung verorten sie bei einer kleinen Gruppe von Wissenschaftlern, die während des Kalten Krieges zu Einfluss gekommen waren. Einzelne Aussagen der Autoren können man aber hinterfragen, so z. B. welche Rolle die politische Ideologie gespielt habe. Diese empfinde er als zu stark betont, während z. B. Rivalitäten zwischen einzelnen Fachbereichen und Personen als unterrepräsentiert ansehe. Zudem sehe er die Physiker aus dem Kalten Krieg als zu stereotyp beschrieben.
Brian Wynne urteilt in Nature, Merchants of Doubt sei ein eindrucksvoller Bericht über die Rolle der Wissenschaft bei vielen zentralen öffentlichen Fragen. Oreskes und Conway hätten klar und detailliert die Verwundbarkeit der Wissenschaft gegenüber den Taktiken mächtiger Eliten beschrieben. Zu Recht würden die Autoren die energische Widerlegung von Skeptikerargumenten fordern. Allerdings würden sie dabei übersehen, dass gerade die Annahme, dass wissenschaftliche Evidenz die einzige Autorität sei, die politisches Handeln rechtfertigen kann (Szientismus), sowohl die Politik als auch die unterstützende Wissenschaft für die „dogmatische Verstärkung von Zweifeln“ angreifbar macht. Wenn politisches Handeln darauf reduziert würde, ob die wissenschaftliche Basis richtig oder falsch ist, könne die Evidenz schnell in Zweifel gezogen werden. Politische Themen hätten jedoch immer auch weitere Dimensionen, wie etwa den sozialen Nutzen. So gebe es z. B. gute nicht-wissenschaftliche Gründe dafür, den ökologischen Fußabdruck und den „Konsumwahn“ zu reduzieren, und sich für mehr Gerechtigkeit einzusetzen. Wenn diese weiteren Faktoren berücksichtigt würden, sei die Wissenschaft nicht mehr die alleinige Autorität und damit nicht mehr das alleinige Ziel des Widerstands. Wynne kritisiert, dass von Oreskes und Conway nicht alle relevanten Bereiche untersucht worden seien. Beispielsweise fehle der Bereich genetisch veränderte Organismen, in dem einflussreiche Akteure mit ähnlichen Motiven Zweifel heruntergespielt (statt vermehrt) hätten. Seiner Meinung nach seien Oreskes und Conway bei der Untersuchung der Frage, wie wissenschaftliche Unsicherheit in der Politik fehlinterpretiert werden kann, nicht weit genug gegangen.
Reiner Grundmann kritisiert Merchants of Doubt als ein „extrem gut geschriebenes“, aber auch „problematisches“ Buch. Er bezweifle keineswegs die im Buch vorgenommene „Charakterisierung der Klimaskeptiker als Fundamentalisten der freien Marktwirtschaft, die versuchen, gegen Regularien zum Umweltschutz vorzugehen, in dem sie auf Beratungsprozesse und öffentliche Debatten einwirken und somit effektiv als lautstarke Lobbygruppe operieren, die vorgibt, mit wissenschaftlicher Autorität zu argumentieren“. Die Darstellung und Auswahl der Beispiele und der zitierten Literatur sei jedoch parteiisch und würde das komplexe Thema auf eine einfache Schwarz-Weiß-Angelegenheit reduzieren. Aus seiner Sicht sei das Buch daher weniger eine wissenschaftliche Arbeit, als vielmehr eine leidenschaftliche Attacke gegen eine Gruppe von Wissenschaftlern, die zu Lobbyisten geworden sind, und er frage sich, ob die Autoren damit ihrem Anliegen eher schaden als nutzen.
Christian Rohr stellte fest, dass die Kritiken zu Merchants of Doubt „über weite Strecken enthusiastisch“ gewesen seien, weshalb es sehr erfreulich sei, dass 2014 eine deutsche Übersetzung mit dem Titel Die Machiavellis der Wissenschaft erschienen sei. Das Buch handele von einer Gruppe amerikanischer Physiker, die versuchten im Auftrag des George C. Marshall Institute, einem der Republikanischen Partei und der Wirtschaft nahestehenden konservativen Thinktank, wissenschaftliche Erkenntnisse in verschiedenen Bereichen der Umweltforschung bewusst in Zweifel zu ziehen. Obwohl zunächst normale Forscher, die regulär in Fachzeitschriften publiziert hatten, wendeten sich diese seit den 1970er Jahren immer mehr in Richtung konservativer Interessen und betrieben während der Regierungen Reagan und George H. W. Bush gezielten Lobbyismus, was Oreskes und Conway überzeugend darlegten. Hierbei setzten sie bei einer Reihe verschiedener Themen die gleichen Taktiken ein. Dazu zählten sehr hohe Medienpräsenz, die Diskreditierung von Forschern und ihrer Ergebnisse, der gezielte Einsatz von Falschinformationen, Maßnahmen zur Verbreitung von Verwirrung und das Bezweifeln der Seriosität wissenschaftlicher Erkenntnisse, auch wenn diese in der Wissenschaft eine große Bestätigung fanden. Die Machiavellis der Wissenschaft sei ein "sehr wichtiges Buch über das Wechselspiel von Wissenschaft, Politik und Gesellschaft", das "in jedem Abschnitt wissenschaftlich bestens fundiert und gleichzeitig ein mutiges politisches Statement" sei. Zudem habe sich die Lesbarkeit durch die Übersetzung nicht verschlechtert, sodass es sowohl für Wissenschaftler als auch für Laien eine fesselnde, teilweise auch beklemmende Lektüre sei.

### Medien
Im Christian Science Monitor sagt Will Buchanan, dass Merchants of Doubt ausführlich recherchiert und dokumentiert ist und eines der wichtigsten Bücher des Jahres 2010 wäre. Oreskes und Conway zeigen, dass die zweifelnden Händler keine "objektiven Wissenschaftler" sind, wie der Begriff im Volksmund verstanden wird. Stattdessen sind sie "wissenschaftlich sprechende Söldner", die von Unternehmen beauftragt werden, Zahlen zu verarbeiten, um zu beweisen, dass die Produkte der Unternehmen sicher und nützlich sind. Buchanan sagt, sie seien Verkäufer, keine Wissenschaftler.
Bud Ward veröffentlichte eine Rezension des Buches im Yale Forum on Climate and the Media. Er schreibt, dass Oreskes und Conway in Bezug auf die Klimawissenschaften wenig Zweifel an ihrer Verachtung dessen aufkommen lassen, was sie als Missbrauch der Wissenschaft durch eine kleine Gruppe von Wissenschaftlern betrachten, die sie als weitgehend ohne die erforderliche klimawissenschaftliche Expertise ansehen.
Phil England rezensierte in The Ecologist, dass die Stärke des Buches die Strenge der Forschung und der detaillierte Fokus auf Schlüsselereignisse ist. Zugleich wies er darauf hin, dass das Kapitel über den Klimawandel nur 50 Seiten lang sei und empfiehlt mehrere andere Bücher für Leser, die sich ein umfassenderes Bild von diesem Aspekt machen wollen: Jim Hoggans Climate Cover-Up: The Crusade to Deny Global Warming, George Monbiots Heat: How to Stop the Planet Burning und Ross Gelbspans Bücher The heat is on (Auf Deutsch unter dem Titel "Der Klima-Gau. Erdöl, Macht und Politik erschienen) und Boiling Point. England schrieb zudem, dass es wenig Berichterstattung über die Millionen von Dollar gibt, die Exxon Mobil in jene Förderkreise gesteckt hat, die aktiv an der Förderung von Leugnung der menschengemachten globalen Erwärmung beteiligt sind.
Thomas Weber nennt Merchants of Doubt in der FAZ ein "hervorragend dokumentierte[s] und fesselnd geschriebene[s] Buch", das aufgrund der "historische[n] Perspektive" auf die Strategien der "meist großzügig finanzierten Leugner" des Klimawandels besonders eindringlich sei. Es führe "gut vor Augen, wie Geo- und Klimawissenschaften und Epidemiologie ihre Erkenntnisse eigentlich untermauern". Das Buch zeige, wie "Zweifler" an wissenschaftlichen Erkenntnissen "ein irreführendes Bild von Wissenschaft" benutzten, um zu suggerieren, dass Wissenschaft "absolut gesichertes Wissen liefern soll und kann", um sich anschließend "auf jede Lücke [zu stürzen], um Gesundheits- oder Umweltrisiken als unbewiesen hinzustellen".
Stefanie Reinberger schreibt in ihrer Kritik für Spektrum: es "wurden gezielt Falschinformationen und Fehlinterpretationen gestreut, Meinungen und Medien manipuliert, die Glaubwürdigkeit der Wissenschaft strategisch untergraben und unliebsame Wissenschaftler fachlich kaltgestellt. Diese "Tabakstrategie" funktionierte so gut, dass Lobbyisten sie seither bei zahlreichen weiteren gesundheits- und umweltpolitischen Debatten anwendeten. [...] Das Buch liest sich wie ein Thriller und gründet doch auf solidem fachlichen Fundament, wovon unter anderem die ausführlichen Literaturangaben zeugen."

## Ausgaben
- Naomi Oreskes, Erik M. Conway: Merchants of Doubt: How a Handful of Scientists Obscured the Truth on Issues from Tobacco Smoke to Global Warming. Bloomsbury Press, 2010, ISBN 978-1-59691-610-4.
  - Deutsche Ausgabe: Naomi Oreskes, Erik M. Conway: Die Machiavellis der Wissenschaft: Das Netzwerk des Leugnens. Wiley-VCH Verlag, Weinheim 2014, ISBN 978-3-527-41211-2.